# Janusz Góra
Janusz Góra (* 8. Juli 1963 in Bielawa) ist ein ehemaliger polnischer Fußballspieler und derzeitiger -trainer.

## Karriere als Spieler

### Verein
Die Karriere Góras begann bei Bielawianka Bielawa. Weitere Vereine in Polen waren Górnik Wałbrzych und Śląsk Wrocław. 1987 wurde er polnischer Pokalsieger und Super-Cup-Sieger.
1992 wechselte er zu den Stuttgarter Kickers in die Zweite Bundesliga. 1998 stand er kurz vor der Sportinvalidität; er hatte sich bei einem Spiel einen doppelten Kreuzbandriss zugezogen sowie das Außenband und den Innenmeniskus gerissen. In der Reha lernte er Ralf Rangnick kennen, der ihn nach Ulm zum Training einlud, um körperlich fit zu bleiben. Aus dem sporadischen Mittrainieren wurde ein Probetraining und schließlich ein Vertrag beim SSV Ulm 1846, mit dem er 1999 den Aufstieg in die Fußball-Bundesliga schaffte. Mit 33 Spielen und 10 Toren hatte er an diesem Erfolg maßgeblichen Anteil. Außerhalb der Fußballwelt erlangte er eine gewisse Berühmtheit für seinen emotionalen Ausspruch („Skandal!“) im Anschluss an das Bundesligaspiel gegen Hansa Rostock am 10. September 1999, bei dem vier Ulmer Spieler und Trainer Andermatt vom Schiedsrichter Herbert Fandel vom Platz gestellt wurden. Stefan Raab zeigte diesen Clip in seiner Show TV total.
In der Saison 2002/03 spielte er für den FC Augsburg in der Regionalliga Süd, kehrte aber zur Spielzeit 2003/04 zum SSV Ulm 1846 zurück. Nach der Saison 2006/07 beendete er seine aktive Karriere, in der er mehrfach mit seinem Klub den Aufstieg in die Regionalliga verpasste.

### Nationalmannschaft
Bis 1988 spielte Góra in der polnischen Olympiaauswahl. Von 1988 bis 1992 spielte er elf Mal in der polnischen A-Nationalmannschaft.

## Karriere als Trainer
Bei Ulm fungierte er neben seiner Spielertätigkeit zeitgleich als Co-Trainer und Trainer der zweiten Mannschaft. Nach seinem Karriereende konzentrierte er sich auf seine Trainertätigkeiten. Nach der Entlassung von Trainer Marcus Sorg war er Anfang September 2007 kurze Zeit Interimstrainer, nahm aber nach der Verpflichtung Paul Sauters wieder den Posten des Co-Trainers ein. Mittlerweile nur noch Assistenztrainer der ersten Mannschaft arbeitete er auch unter den Nachfolgern Markus Gisdol, Manfred Paula und Ralf Becker. Nachdem letzterer am 1. Dezember 2010 nach Insolvenzmeldung des SSV Ulm 1846 Fußball von seinem Amt zurücktrat, rückte er abermals interimistisch als hauptverantwortlicher Trainer nach.
2012 wechselte er in den Nachwuchsbereich des FC Red Bull Salzburg. 2012 bis 2015 war er Trainer der U-14 und Co-Trainer bei der U-18 unter Thomas Letsch. Als dieser nach dem Abgang  von Peter Zeidler Trainer des FC Liefering wurde, folgte Góra ihn dorthin als Co-Trainer neben René Aufhauser.
Im Juni 2017 wurde er gemeinsam mit Teamchef Gerhard Struber Cheftrainer der Lieferinger.
Zur Saison 2018/19 wurde Struber Cheftrainer und Gora sein Assistent. Nach dessen Rücktritt am 4. Januar 2019 übernahm der Pole interimistisch das Amt des Cheftrainers von Struber. Nach Saisonende wurde er von Michael Feichtenbeiner abgelöst, woraufhin er Liefering verließ.
Gora kehrte 2020 nach Polen zurück, wo er im August Trainerassistent von Dariusz Żuraw bei Lech Posen wurde. Als dieser im April 2021 entlassen wurde, übernahm Gora als Interimstrainer für das Spiel gegen Legia Warschau am 11. April (Endstand 0:0-Unentschieden), ehe mit Maciej Skorża ein Nachfolger gefunden wurde. Unter diesem gehörte Gora bis zum Saisonende weiterhin dem Trainerteam an, ehe Skorża dieses neu strukturierte.
Mitte März 2022 kehrte er als Co-Trainer unter Piotr Tworek zu Śląsk Wrocław zurück, wo er bereits als Spieler zweimal aktiv war. Nach Saisonende wurde er Cheftrainer der U-19 des Breslauer Clubs. Seit 1. Juli 2023 fungiert er als Jugendleiter, wobei sich die U-17 unter ihm 2024 den Meistertitel sicherte.